# Thiratoscirtus niveimanus
Thiratoscirtus niveimanus är en spindelart som beskrevs av Simon 1886. Thiratoscirtus niveimanus ingår i släktet Thiratoscirtus och familjen hoppspindlar. Inga underarter finns listade i Catalogue of Life.